# The Hurting
The Hurting (с англ. — «Причинение Вреда») — дебютный студийный альбом британской группы новой волны Tears for Fears, выпущенный 7 марта 1983 года на лейбле Mercury Records. Альбом занял № 1 в UK Albums Chart на второй неделе выпуска и был сертифицирован BPI как Золотой в течение трёх недель после выпуска. Он получил платиновый статус в январе 1985 года. Альбом также вошёл в Топ-40 в нескольких других странах, включая Канаду, Германию и Австралию.
The Hurting — это концептуальный альбом, посвящённый темам насилия над детьми, психологическим травмам и депрессии. Несмотря на свою болезненную тематику, альбом имел огромный коммерческий успех и содержит первые три хитовых сингла Tears for Fears — «Mad World», «Change» и «Pale Shelter» — все они вошли в пятёрку лучших в Великобритании и в Топ-40 на международном уровне. Альбом также содержит новую версию первого сингла группы «Suffer the Children», который первоначально был выпущен в 1981 году, в то время как альбомная версия «Pale Shelter» также является новой записью.
Альбом был ремастирован и переиздан в 1999 году и включал четыре ремикса в качестве бонус-треков и обширный буклет с примечаниями о создании альбома. Переиздание, посвящённое 30-летию, было выпущено 21 октября 2013 года как на двух компакт-дисках, так и в подарочных коробочных изданиях на четырёх дисках.

## Об альбоме
Песни были написаны Роландом Орзабалом, вдохновлённым его собственными детскими травмами и «первобытными теориями» Артура Янова. Большинство песен были в значительной степени вдохновлены произведениями Янова. «Ideas as Opiates» была названа в честь главы из его книги 1980 года «Узники Боли» (Prisoners of Pain), которая также оказала непосредственное влияние на песню «The Prisoner». Музыкальное влияние оказали Гари Ньюман, Talking Heads и Питер Гэбриел. Поработав с разными продюсерами над своими первыми двумя синглами, дуэт нанял Криса Хьюза для продюсирования альбома. Орзабал и Курт Смит работали в тесном и демократичном сотрудничестве с продюсерами Хьюзом и Россом Каллумом, используя только идеи, согласованные всеми четырьмя из них. До выхода альбома «Mad World», первоначально задумывавшийся как би-сайд сингла, был выпущен и стал хитом. Первые два сингла «Suffer the Children» и «Pale Shelter» были перезаписаны для альбома.

## Список композиций
Слова и музыка всех песен — Роланд Орзабал.
| №                   | Название            | Основной вокал      | Длительность |
| ------------------- | ------------------- | ------------------- | ------------ |
| 1.                  | «The Hurting»       | Орзабал, Курт Смит  | 4:20         |
| 2.                  | «Mad World»         | Смит                | 3:35         |
| 3.                  | «Pale Shelter»      | Смит                | 4:34         |
| 4.                  | «Ideas as Opiates»  | Орзабал             | 3:46         |
| 5.                  | «Memories Fade»     | Орзабал             | 5:08         |
| Общая длительность: | Общая длительность: | Общая длительность: | 21:23        |

| №                   | Название                 | Основной вокал      | Длительность |
| ------------------- | ------------------------ | ------------------- | ------------ |
| 6.                  | «Suffer the Children»    | Орзабал             | 3:53         |
| 7.                  | «Watch Me Bleed»         | Орзабал             | 4:18         |
| 8.                  | «Change»                 | Смит                | 4:15         |
| 9.                  | «The Prisoner»           | Смит                | 2:55         |
| 10.                 | «Start of the Breakdown» | Орзабал             | 5:00         |
| Общая длительность: | Общая длительность:      | Общая длительность: | 20:24        |

| №                   | Название               | Основной вокал      | Длительность |
| ------------------- | ---------------------- | ------------------- | ------------ |
| 11.                 | «Change» (New Version) | Смит                | 4:36         |
| Общая длительность: | Общая длительность:    | Общая длительность: | 46:23        |

| №                   | Название                      | Автор(ы)                               | Основной вокал      | Длительность |
| ------------------- | ----------------------------- | -------------------------------------- | ------------------- | ------------ |
| 11.                 | «Pale Shelter» (Long Version) |                                        | Смит                | 7:09         |
| 12.                 | «The Way You Are» (Extended)  | Орзабал, Смит, Иэн Стэнли, Мэнни Элиас | Смит                | 7:43         |
| 13.                 | «Mad World» (World Remix)     |                                        | Смит                | 3:42         |
| 14.                 | «Change» (Extended Version)   |                                        | Смит                | 6:00         |
| Общая длительность: | Общая длительность:           | Общая длительность:                    | Общая длительность: | 24:34        |

Примечания
- В ремастированной версии альбома 1999 года Курт Смит ошибочно указан в качестве соавтора, а Майк Хоулетт[англ.] — в качестве продюсера «Pale Shelter» (Long Version). Как подтверждено на оригинальных релизах, Смит не написал ни одной песни для The Hurting, и эта версия «Pale Shelter» на самом деле является расширенной версией песни 1983 года, выпущенной на 12-дюймовой пластинке, которая была спродюсирована Крисом Хьюзом и Россом Каллумом. Хоулетт спродюсировал оригинальную версию 1982 года.
- «The Way You Are» изначально не вошла в альбом, хотя версия 12-дюймовой пастинки была включена в ремастированную версию The Hurting в 1999 году.

## Участники записи
Tears for Fears:
- Роланд Орзабал — вокал (песни 1, 4—7, 10), бэк-вокал, гитара, клавишные, программирование ритма
- Курт Смит — вокал (песни 1—3, 8—9), бэк-вокал, бас-гитара, клавишные
- Мэнни Элиас — ударные, программирование ритма
- Иэн Стэнли — программирование клавишных, компьютерное программирование

Приглашённые музыканты:
- Крис Хьюз[англ.] — программирование ритма, настройка перкуссии, дирижирование
- Росс Каллум[англ.] — перкуссия
- Мел Коллинз — саксофон
- Фил Палмер[англ.] — гитара
- Каролин Орзабал — детский вокал в композиции «Suffer the Children»

## Чарты и сертификации
| Год  | Чарт           | Место |
| ---- | -------------- | ----- |
| 1983 | Великобритания | 1     |
| 1983 | США            | 73    |

| Год  | Сингл          | Чарт                      | Место |
| ---- | -------------- | ------------------------- | ----- |
| 1982 | «Mad World»    | UK Singles Chart          | 3     |
| 1983 | «Pale Shelter» | UK Singles Chart          | 5     |
| 1983 | «Change»       | UK Singles Chart          | 4     |
| 1983 | «Change»       | Billboard Mainstream Rock | 22    |
| 1983 | «Change»       | Billboard Pop Singles     | 73    |

| Ассоциация            | Сертификация | Дата                |
| --------------------- | ------------ | ------------------- |
| BPI — Великобритания  | платиновый   | 29 января 1985 года |
| Music Canada — Канада | платиновый   | 1 апреля 1985 года  |
| RIAA — США            | золотой диск | 1 декабря 1993 года |